# Плајделсхајм
Плајделсхајм (њем. Pleidelsheim) општина је у њемачкој савезној држави Баден-Виртемберг. Једно је од 39 општинских средишта округа Лудвигсбург. Према процјени из 2010. у општини је живјело 6.250 становника. Посједује регионалну шифру (AGS) 8118063.

## Географски и демографски подаци
Плајделсхајм се налази у савезној држави Баден-Виртемберг у округу Лудвигсбург. Општина се налази на надморској висини од 182–243 метра. Површина општине износи 10,2 km². У самом мјесту је, према процјени из 2010. године, живјело 6.250 становника. Просјечна густина становништва износи 614 становника/km².

## Међународна сарадња
| Мјесто          | Држава   | Врста сарадње | Од    |
| --------------- | -------- | ------------- | ----- |
| Фертесентмиклош | Мађарска | партнерство   | 1994. |
| Извор           |          |               |       |